# Diarios de Goebbels
Los Diarios de Goebbels (en alemán: Goebbels Tagebücher), también conocido como el Diario de Joseph Goebbels (en alemán: Tagebuch von Joseph Goebbels), o simplemente el Diario de Goebbels (en alemán: Goebbels Tagebuch), constituyen una serie de escritos de Joseph Goebbels, quien fue un prominente miembro del Partido Nazi y desempeñó el cargo de Ministro del Reich para la Ilustración Pública y Propaganda durante el régimen de Adolf Hitler, de 1933 a 1945. Aunque estos diarios han sido publicados completamente en alemán, solo una parte ha sido traducida al inglés, ofreciendo una valiosa mirada a la dinámica interna del Partido Nazi y su gobierno de doce años en Alemania. El historiador británico Ian Kershaw, en el prólogo de su biografía sobre Hitler, señala: "A pesar de toda la cautela que naturalmente debe darse a los comentarios de Goebbels sobre Hitler... la inmediatez así como la frecuencia de los comentarios los convierte en una fuente de vital importancia para comprender el pensamiento y la acción de Hitler.".

## Historia
Joseph Goebbels comenzó a escribir su diario en octubre de 1923, justo antes de su vigésimo sexto cumpleaños, en un momento en que se encontraba sin trabajo y residía en la casa de sus padres en Rheydt, en el Bajo Rin. Else Janke, una joven con ascendencia parcialmente judía con quien tuvo una relación tormentosa y fallida, le había dado un diario como regalo, y la mayor parte de sus primeras entradas giraban en torno a ella. Según su biógrafo Toby Thacker, "Escribir un diario se convirtió rápidamente en una especie de terapia para este joven con problemas, y varios historiadores han comentado lo extraordinariamente sincero y revelador que era Goebbels, particularmente en sus primeros años como cronista.". A partir de ese año, escribió en su diario casi todos los días.
Según el biógrafo Peter Longerich, las anotaciones del diario de Goebbels entre finales de 1923 y principios de 1924 muestran a un individuo solitario, absorto en temas "religiosos y filosóficos", y sin un rumbo claro en la vida. A partir de mediados de diciembre de 1923, sus escritos comienzan a reflejar su inclinación hacia el movimiento nacionalista völkisch. El interés de Goebbels por Adolf Hitler y el nazismo surge en marzo de 1924. En febrero de 1924, comenzó el juicio por alta traición de Hitler, derivado del fallido intento de golpe de Estado en Múnich, conocido como el Putsch de la Cervecería, ocurrido el 8 y 9 de noviembre de 1923. Este juicio no solo le dio a Hitler una extensa cobertura mediática sino que también le ofreció una plataforma propagandística. Sin embargo, fue después de su encuentro con Hitler en julio de 1925 cuando este último se convirtió en la figura central de sus escritos. En julio de 1926, Goebbels quedó tan impresionado por los discursos de Hitler sobre "temas raciales" que escribió: "Es imposible reproducir lo que dijo [Hitler]. Hay que experimentarlo. Es un genio. El instrumento natural y creativo de un destino determinado por Dios. Estoy profundamente conmovido.".
En enero de 1933, Adolf Hitler fue nombrado canciller, y poco después designó a Joseph Goebbels como Ministro de Propaganda. Goebbels, aprovechando su nueva posición, publicó una versión cuidadosamente editada de sus diarios que cubría el ascenso de Hitler al poder. Este libro, titulado "Vom Kaiserhof zur Reichskanzlei: Eine historische Darstellung in Tagebuchblättern" (Desde el Kaiserhof hasta la Cancillería del Reich: una representación histórica en hojas de diario). Kaiserhof se refiere al hotel berlinés donde Hitler se hospedaba antes de tomar el poder, fue posteriormente traducido al inglés con el título "Mi parte en la lucha de Alemania". Aunque este texto tenía claras intenciones propagandísticas, ofrece una visión sobre los pensamientos y la mentalidad de los líderes nazis en el momento crucial de su ascenso al poder.
Para julio de 1941, los diarios de Joseph Goebbels habían acumulado veinte volúmenes voluminosos, y él entendió que eran demasiado valiosos como para arriesgarse a perderlos en un bombardeo. Así que, trasladó estos documentos de su estudio en su residencia de Berlín a las bóvedas seguras del Reichsbank en el centro de la ciudad. A partir de ese momento, dejó de escribir a mano y optó por dictar sus entradas a un taquígrafo, quien luego las mecanografiaba en versiones revisadas. Cada día comenzaba su entrada con un resumen de las novedades militares y políticas. Según Thacker, "Goebbels ya era consciente de que su diario constituía un documento histórico notable y albergaba grandes esperanzas de reelaborarlo en algún momento futuro para su posterior publicación, dedicando horas a la entrada de cada día.". No obstante, el uso de un taquígrafo hizo que los diarios perdieran su carácter privado, y las anotaciones se volvieron menos sinceras en cuanto a asuntos personales.
En noviembre de 1944, Joseph Goebbels ya aceptaba que Alemania estaba destinada a perder la guerra. En su diario, escribió: "Cuan distante y extraño parece este hermoso mundo. internamente ya me he despedido de él". Consciente de que probablemente no sobreviviría a la caída del Tercer Reich, ordenó que sus diarios fueran preservados mediante la técnica emergente de microficha. Se habilitó un cuarto oscuro en su apartamento en el centro de Berlín, y su taquígrafo, Richard Otte, se encargó de supervisar este proceso de copiado.
La última anotación conocida del diario de Goebbels es del 10 de abril de 1945 y se limita a un reporte militar sin comentarios adicionales. En abril de 1945, las cajas con las placas de vidrio de los diarios microfilmados fueron trasladadas a Potsdam, al oeste de Berlín, y allí fueron enterradas. Los originales, tanto manuscritos como mecanografiados, fueron embalados y guardados en la Cancillería del Reich. Algunos de estos documentos sobrevivieron y fueron la base para la publicación de fragmentos de los diarios, especialmente de los años de guerra, tras el fin del conflicto. Las placas de vidrio en Potsdam fueron encontradas por las fuerzas soviéticas y enviadas a Moscú, donde permanecieron intactas hasta que Elke Fröhlich las descubrió en marzo de 1992, permitiendo finalmente la publicación completa de los diarios.

## Controversia de David Irving
En 1992, David Irving, un historiador conocido por sus negaciones del Holocausto, recibió información de que en mayo de 1945, soldados soviéticos habían hallado 200 volúmenes parcialmente quemados y habían confiscado copias de los diarios en microfichas de vidrio, las cuales fueron almacenadas bajo llave en los Archivos Estatales Centrales de Moscú. Este nuevo material permitió autenticar versiones anteriores de los diarios, ya que incluía pasajes escritos a mano por Goebbels que antes solo se conocían en versión impresa. Irving recibió 125,000 dólares del Sunday Times de Londres para verificar y traducir este material recién descubierto. Esto provocó un pequeño escándalo con manifestaciones frente a su hogar en Londres. La investigación de archivo de Irving sirvió de base para su libro "Goebbels: Mastermind of the Third Reich", que estaba programado para ser publicado por St. Martin's Press en 1996. Sin embargo, debido a presiones políticas, St. Martin's canceló el contrato, una decisión que fue criticada por el comentarista público Christopher Hitchens.

## Publicaciones

### En alemán
Elke Fröhlich, junto con otros editores, completó una edición de 29 volúmenes que cubre el periodo de 1923 a 1945 de los diarios de Goebbels, considerándose completa en un 98%. El proceso de publicación se inició en 1993 y concluyó con la aparición del último volumen en 2008. "Die Tagebücher von Joseph Goebbels" fue editada bajo el auspicio del Instituto de Historia Contemporánea (Institut für Zeitgeschichte) y con el apoyo del Servicio Nacional de Archivos de Rusia, siendo publicada por K. G. Saur Verlag en Múnich. A continuación, se detalla la información completa:
- Die Tagebücher von Joseph Goebbels, Teil I Aufzeichnungen 1923–1941 [Los diarios de Joseph Goebbels, Parte I: Notaciones, 1923–1941] (ISBN 3-598-23730-8 )

| Volumen | Fechas de entrada             | Editor(es)                                                 | Año publicado |
| ------- | ----------------------------- | ---------------------------------------------------------- | ------------- |
| 1/I     | Octubre 1923 - Noviembre 1925 | Elke Fröhlich                                              | 2004          |
| 1/II    | Diciembre 1925 - Mayo 1928    | Elke Fröhlich                                              | 2005          |
| 1/III   | Junio 1928 - Noviembre 1929   | Anne Munding                                               | 2004          |
| 2/I     | Diciembre 1929 - Mayo 1931    | Anne Munding                                               | 2005          |
| 2/II    | Junio 1931 - Septiembre 1932  | Angela Hermann                                             | 2004          |
| 2/III   | Octubre 1932 - Marzp 1934     | Angela Hermann                                             | 2006          |
| 3/I     | Abril 1934 - Febrero 1936     | Angela Hermann Hartmut Mehringer Anne Munding Jana Richter | 2005          |
| 3/II    | Marzo 1936 - Febrero 1937     | Jana Richter                                               | 2001          |
| 4       | Marzo - Noviembre 1937        | Elke Fröhlich                                              | 2000          |
| 5       | Diciembre 1937 - Julio 1938   | Elke Fröhlich                                              | 2000          |
| 6       | Agosto 1938 - Junio 1939      | Jana Richter                                               | 1998          |
| 7       | Julio 1939 - Marzo 1940       | Elke Fröhlich                                              | 1998          |
| 8       | Abril - Noviembre 1940        | Jana Richter                                               | 1997          |
| 9       | Diciembre 1940 - Julio 1941   | Elke Fröhlich                                              | 1997          |

- Die Tagebücher von Joseph Goebbels, Teil II Diktate 1941–1945 [Los diarios de Joseph Goebbels, Parte II: Dictados, 1941–1945] (ISBN 3-598-21920-2 ):

| Volumen | Fechas de entrada        | Editor(es)                 | Año publicado |
| ------- | ------------------------ | -------------------------- | ------------- |
| 1       | Julio – Septiembre 1941  | Elke Fröhlich              | 1996          |
| 2       | Octubre – Diciembre 1941 | Elke Fröhlich              | 1996          |
| 3       | Enero – Marzo 1942       | Elke Fröhlich              | 1995          |
| 4       | Abril – Junio 1942       | Elke Fröhlich              | 1995          |
| 5       | Julio – Septiembre 1942  | Angela Stüber              | 1995          |
| 6       | Octubre – Diciembre 1942 | Hartmut Mehringer          | 1996          |
| 7       | Enero – Marzo 1943       | Elke Fröhlich              | 1993          |
| 8       | Abril – Junio 1943       | Hartmut Mehringer          | 1993          |
| 9       | Julio – Septiembre 1943  | Manfred Kittel             | 1993          |
| 10      | Octubre – Diciembre 1943 | Volker Dahm                | 1994          |
| 11      | Enero – Marzo 1944       | Dieter Marc Schneider      | 1994          |
| 12      | Abril – Junio 1944       | Hartmut Mehringer          | 1995          |
| 13      | Julio – Septiembre 1944  | Jana Richter               | 1995          |
| 14      | Octubre – Diciembre 1944 | Jana Richter Hermann Graml | 1996          |
| 15      | Enero – Abril 1945       | Maximilian Gschaid         | 1995          |

- Die Tagebücher von Joseph Goebbels, Registro Teil III 1923–1945 [Los diarios de Joseph Goebbels, Parte III: Registro, 1923–1945]:

| Contenido                                                                       | Editor(es) | Año de publicación |
| ------------------------------------------------------------------------------- | --- | ------------------ |
| Registro geográfico. Registro de personas                                       | Ángela Hermann | 2007               |
| Introducción de Elke Fröhlich a la obra completa. Índice de temas. 2 volúmenes. | Florian Dierl, Ute Keck, Benjamin Obermüller, Annika Sommersberg y Ulla-Britta Vollhardt. Coordinado y reunido por Ulla-Britta Vollhardt. Compuesto por Angela Hermann. | 2008               |

- Astrid M. Eckert, Stefan Martens, "Glasplatten im märkischen Sand: Ein Beitrag zur Überlieferungsgeschichte der Tageseinträge und Diktate von Joseph Goebbels", Vierteljahrshefte für Zeitgeschichte 52 (2004): 479–526.
- Angela Hermann, "En 2 Tagen wurde Geschichte gemacht". Über den Charakter und Erkenntniswert der Goebbels-Tagebücher ["En dos días se hizo historia": sobre el carácter y el valor científico del diario de Goebbels]. Publicado en Stuttgart en 2008 (ISBN 978-3-9809603-4-2 ).
- Angela Hermann, Der Weg in den Krieg 1938/39. Quellenkritische Studien zu den Tagebüchern von Joseph Goebbels . Múnich 2011 (ISBN 978-3-486-70513-3 ).

### Traduciones en inglés
- The Goebbels Diaries, 1939-1941, editados y traducidos por Fred Taylor . Publicados por primera vez en Londres por Hamish Hamilton en 1982 (  ). La primera edición estadounidense fue publicada por Putnam en 1983 (  ). Esta traducción de una parte inédita de los diarios de Goebbels fue objeto de controversia. [19]
- The Goebbels Diaries, 1942-1943 fueron traducidos, editados y presentados por Louis P. Lochner . Publicado por primera vez por Doubleday en 1948. Fue reimpreso por Greenwood Press en 1970 (ISBN 0-837-13815-9 )
- Final Entries 1945: The Diaries of Joseph Goebbels fueron editados, presentados y anotados por Hugh Trevor-Roper . Publicado por primera vez por Putnam en 1978 (ISBN 0-399-12116-1 ). Pen and Sword publicó una edición anotada en 2008 (ISBN 1-844-15646-X ).